# Petrorhagia nanteuilii
Petrorhagia nanteuilii là loài thực vật có hoa thuộc họ Cẩm chướng. Loài này được (Burnat) P.W.Ball & Heywood miêu tả khoa học đầu tiên năm 1964.